# Ион, Корнелиу
Корнелиу Йон (рум. Corneliu Ion, р. 27 июня 1951) — румынский стрелок, чемпион Олимпийских игр.
Родился в 1951 году в Фокшанах. В 1976 году принял участие в Олимпийских играх в Монреале, но занял лишь 5-е место. В 1980 году стал чемпионом Олимпийских игр в Москве. В 1984 году завоевал серебряную медаль Олимпийских игр в Лос-Анджелесе. В 1988 году принял участие в Олимпийских играх в Сеуле, но там оказался лишь 18-м.